# Elezioni parlamentari in Turkmenistan del 2023
Le elezioni parlamentari in Turkmenistan del 2023 si sono svolte il 26 marzo per il rinnovo dell'Assemblea del Turkmenistan, il parlamento del paese.

## Risultati
NOTA: I dati comunicati dal Governo, per quanto tacitamente ritenuti “veritieri” ai fini enciclopedici, sono fra loro altamente contraddittori e manipolati, non corrispondendo, con quasi assoluta certezza (e secondo i pareri di molte note organizzazioni internazionali), alla realtà.
- Dati in valore assoluto non disponibili.

| Liste                                                           | Seggi |
| --------------------------------------------------------------- | ----- |
| Partito Democratico del Turkmenistan                            | 65    |
| Partito Contadino del Turkmenistan                              | 24    |
| Partito degli Industriali e degli Imprenditori del Turkmenistan | 18    |
| Indipendenti                                                    | 18    |
| Totale                                                          | 125   |